# Campeonato Mundial de Motociclismo
El Campeonato Mundial de Motociclismo (oficialmente FIM World Championship Grand Prix), conocido popularmente como MotoGP por ser el nombre de la categoría principal, es la máxima competición mundial de motociclismo de velocidad. Este certamen, conocido también como Campeonato del Mundo de Velocidad, está regido por la Federación Internacional de Motociclismo y se divide en cuatro categorías: MotoGP, Moto2, Moto3 y MotoE. Las motocicletas del campeonato son construidas exclusivamente para esta competición y no para su comercialización cara al público, esto marca la diferencia con otros campeonatos que usan motos derivadas de las de serie, como las Superbikes, las Supersport y las Superstock.

## Historia

### Antecedentes
La primera vez que se puso en juego el título mundial de motociclismo fue en 1905, cuando Alessandro Anzani se convirtió en el primer campeón del mundo de la modalidad el 19 de julio de ese mismo año. En una carrera celebrada en el velódromo Zurenborg de Amberes (Bélgica), Anzani hizo valer su motor Alcyon Buchet de 1/3 litros para ganar la final tras la caída del belga Olieslagers (Minerva), y acabando por delante del francés André Pernette (Kingfisher).
Alessandro Anzani, inventor e inmigrante italiano, era un empleado de Edmond Gentil (a su vez nieto del inmigrante italiano Bernardo Gentile). Trabajaba en la fábrica Buchet, el grupo fue disuelto y junto al ingeniero Jean Gentil-Ambroise Farcot tuvo que abandonar la sociedad para continuar el trabajo de su padrastro fallecido y que se convertiría en la potente factoría Albaret Farcot-Albaret. Continuó la investigación continuada de los motores para aeronaves de Anzani Farcot, fuertemente inspirada en los de 3 cilindros gama Farcot lo que permitió a Louis Blériot cruzar el Canal de la Mancha en 1909.

### Era de los Grandes Premios
El primer mundial que organizó la Federación Internacional de Motociclismo (FIM) data de 1949, y su evidente potencial económico no ha pasado desapercibido desde entonces. Los derechos comerciales del campeonato pertenecen actualmente a Dorna Sports y Liberty Media.
Tradicionalmente se han celebrado varias carreras en cada Gran Premio, según los distintos tipos de motocicletas y basándose en la cilindrada del motor. Han existido categorías de 50cc, 80cc, 125cc, 250cc, 350cc, 500cc y 750cc, y para sidecars categorías de 350cc y 500cc. Durante los años 1950 y la mayoría de los 1960, los motores de cuatro tiempos dominaron en todas las categorías. En los años 1960, los motores de dos tiempos comenzaron a establecerse en las categorías más pequeñas. En los años 1970, los dos tiempos eclipsaron completamente a los motores de cuatro tiempos.
En 1979, Honda intentó volver a los motores de cuatro tiempos en la categoría reina (500cc) con la Honda NR500, pero este proyecto fracasó y, en 1983, Honda estaba ganando con una dos tiempos de 500cc. La categoría de mayor cilindrada (750cc) apareció en 1977 y desapareció en 1979, con una duración de tan solo tres años. La categoría de 50cc fue sustituida por la de 80cc en 1984, finalmente esta categoría fue suprimida en 1989, después de haber estado dominada por marcas (Bultaco, Derbi) y pilotos (Nieto, Aspar) españoles. La categoría de 350cc desapareció en 1982. Los sidecars dejaron de tener categoría de campeonato mundial en 1996, quedando el campeonato reducido a las categorías de 125cc, 250cc y 500cc.

### Cronología
- 1962: Primer año de la categoría de 50cc.
- 1969: Ángel Nieto, primer campeón español (50 c.c.) Santiago Herrero, tercero en 250 c.c.
- 1970: Muerte de Santiago Herrero en el T.T. de la Isla de Man, entonces G.P. de Inglaterra.
- 1973: Muertes de Jarno Saarinen y Renzo Pasolini en el GP de Italia en Monza.
- 1982: La Yamaha OW61 YZR500 es la primera V4 en la categoría de 500cc.
- 1982: Jock Taylor (pasajero Benga Johansson) (Windle-Yamaha) murió en el GP de Finlandia sidecar. Imatra fue retirado del calendario de GP desde entonces.
- 1984: Michelin introduce en los GP los neumáticos radiales.
- 1988: Wayne Rainey ganó la primera carrera de 500cc usando frenos de carbono, el GP Británico.
- 1989: Iván Palazzese fallece en el Gran Premio de Alemania después de caerse y ser atropellado por Andreas Preining.
- 1990: La parrilla de salida de 500cc cambia de 5 a 4 motos por fila.
- 1992: Honda introduce la NSR500 con motor big bang.
- 1993: Shinichi Itoh y su NSR500 con inyección de combustible rompieron la barrera de 200 mph (321,9 km/h) en el GP alemán de Hockenheimring.
- 1993: Nobuyuki Wakai (Suzuki) muere en los entrenamientos de 250cc del Gran Premio de España en el circuito de Jerez.
- 1998: 500cc cambia al uso de carburante sin plomo.
- 2002: MotoGP reemplaza a la categoría de 500cc, permitiendo 990cc 4-tiempos y 500cc 2-tiempos.
- 2003: Daijiro Kato fallece en la cita inaugural de la categoría de Motogp, el GP japonés de Suzuka.
- 2004: La parrilla de MotoGP cambia de 4 a 3 motos por línea.
- 2007: MotoGP se restringe a 800cc 4-tiempos.
- 2008: Dunlop abandona MotoGP.
- 2009: Michelin abandona MotoGP y Bridgestone pasa a ser el único proveedor de neumáticos.[6][7]
- 2010: Moto2 pasa a ser la categoría intermedia, con motores 4-tiempos y 600cc.
- 2010: Shoya Tomizawa muere en San Marino después de caerse y ser atropellado por Scott Redding y Alex de Angelis.
- 2011: Marco Simoncelli fallece en el Gran Premio de Malasia después de caerse y ser atropellado por Colin Edwards y Valentino Rossi.
- 2012: Moto3 sustituye a la categoría de 125cc, con motores 4-tiempos de 250cc.
- 2012: MotoGP aumenta su motor a 1.000cc y se fija el diámetro máximo de los pistones a 81mm.
- 2012: Aparecen las motocicletas CRT, incluidas dentro de la categoría de MotoGP.
- 2014: Se sustituye la subcategoría CRT por la OPEN.
- 2016: Las motos de fábrica y las Open se fusionarán. Cada moto utilizará el paquete electrónico unificado (ECU y software).
- 2016: Bridgestone abandona MotoGP y Michelin pasa a ser el suministrador de neumáticos oficial de MotoGP.
- 2021: Jason Dupasquier fallece en el Gran Premio de Italia celebrado en el Autódromo Internacional del Mugello después de caerse tras la curva Arrabiata 2 y ser atropellado por su moto y poco después la de Ayumu Sasaki.

## Actualidad

### Divisiones del Campeonato Mundial
El Campeonato del Mundo de Motociclismo ha estado formado por diferentes divisiones a lo largo de su historia. Cada división se distingue habitualmente por su cilindrada, medida en centímetros cúbicos (cc): 50, 80, 125, 250, 350, 500 y 750. Hace años era algo habitual que algunos pilotos compitieran en diferentes categorías durante la misma temporada, así se encuentran casos en los que un mismo piloto ha ganado en el mismo año varias divisiones del campeonato.

#### MotoGP

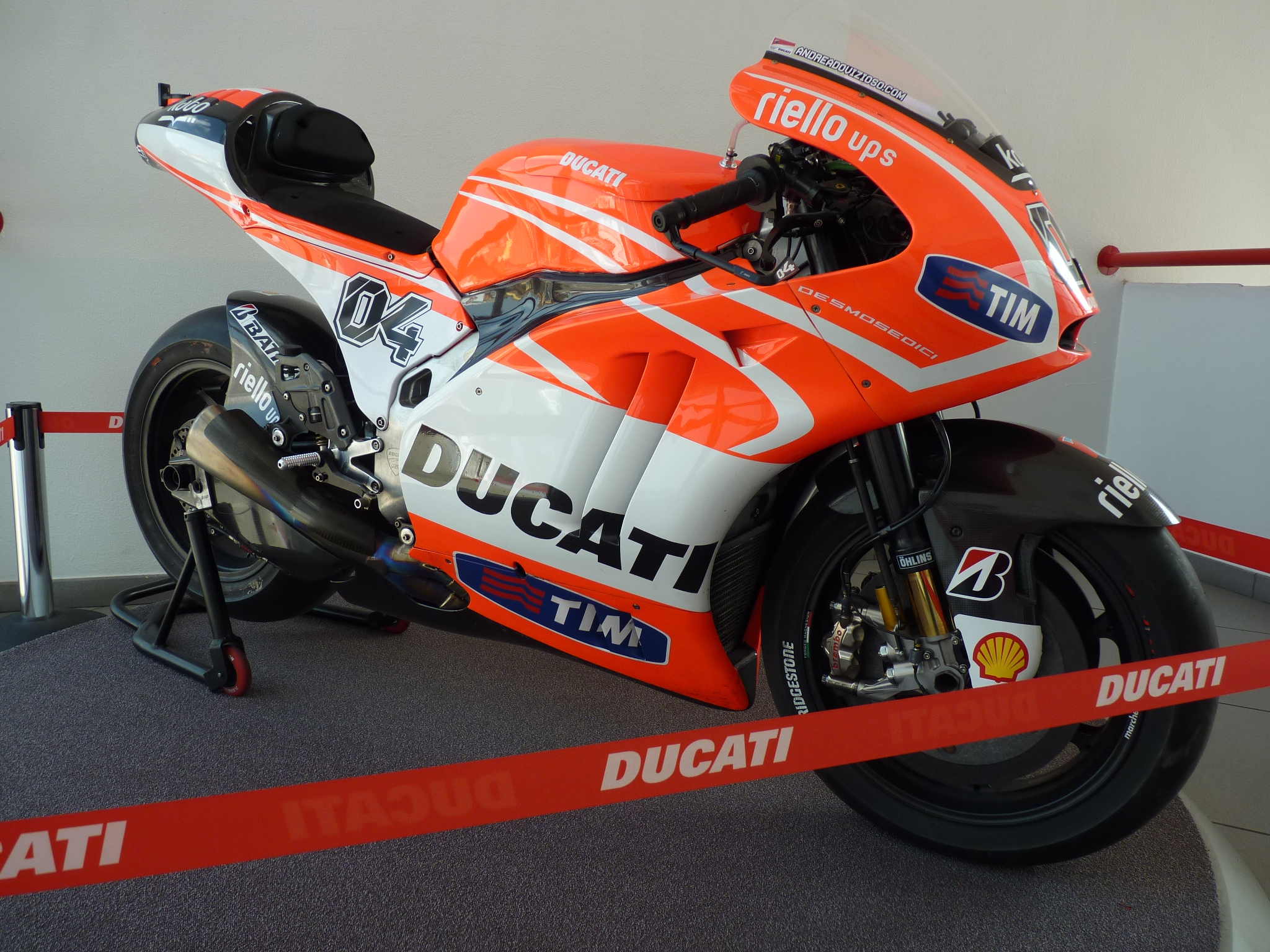
Un modelo de Ducati participante en MotoGP.

Se trata de la categoría reina del campeonato, pues en ella compiten las motos de mayor cilindrada. Desde mediados de la década de los 70 hasta el año 2002 la categoría permitía una cilindrada de 500cc, sin tener en cuenta si el motor era de dos o cuatro tiempos. Debido a esto, todos los motores eran de dos tiempos gracias a su mayor entrega de potencia a igual cilindrada. En 2002 se cambió la reglamentación para facilitar el salto a los cuatro tiempos, probablemente debido a la baja cuota de mercado de las motos de calle de alta cilindrada y dos tiempos. Las nuevas reglas permitieron a los fabricantes elegir entre motos de dos tiempos (hasta 500cc) y motos de cuatro tiempos (hasta 990cc). Pese al importante aumento de costes que significó este cambio, debido al aumento de cilindrada pudieron rápidamente dominar a los rivales que todavía usaban motores de dos tiempos. El resultado fue que el año siguiente, 2003, no quedaban ya motocicletas de dos tiempos en la categoría reina, conocida desde entonces como MotoGP. Más tarde, en 2007, la Federación Internacional redujo a 800cc la cilindrada máxima; sin embargo, a partir de 2012 se aumentó a 1000cc.
Los pilotos que más veces han ganado el campeonato en esta categoría han sido el italiano Giacomo Agostini con 8 títulos (1966-1972,1975), Valentino Rossi  con 7 (2001-2005,2008-2009) y Marc Márquez con 6 (2013-2014,2016-2019).

#### Moto2
Es el escalafón intermedio del mundial y se caracteriza por el uso de motocicletas con motores de hasta 765cc y cuatro tiempos, desde el año 2019. Anteriormente se usaban motores de 600cc, de cuatro tiempos. Esos motores entraron en liza para la temporada 2010, fecha en la que desaparecieron de esta categoría las motocicletas de 250cc con motor de dos tiempos.[cita requerida] Aunque durante el 2010 podía usarse el motor de dos tiempos, todos los equipos pidieron participar con las nuevas Moto2 y correr con motores de cuatro tiempos, menos contaminantes y acordes al cambio iniciado en el concierto internacional del motociclismo de velocidad.
Los pilotos que más veces han ganado el campeonato en la categoría han sido el británico Phil Read y el italiano Max Biaggi, con 4 títulos cada uno.

#### Moto3
Al igual que en las categorías superiores, los motores de dos tiempos dejaron paso a los de cuatro. A partir de 2012 las motos de 125cc han sido sustituidas por motos de cuatro tiempos mono cilíndricas de hasta 250cc. A esta nueva categoría se la conoce como Moto3, está abierta a todas las marcas constructoras y el coste del pack de 5 o 6 motores está limitado a 60 000€ y un chasis completo a 85 000€.
El piloto que más veces ha ganado el campeonato en esta categoría ha sido el español Ángel Nieto, con 7 títulos.

#### MotoE
Es una nueva categoría que se disputa con motos eléctricas, y aunque su temporada inaugural data del año 2019, donde fueron principalmente carreras de soporte para MotoGP, no fue hasta el año 2023 en el que pasó a formar parte del Campeonato Mundial de Motociclismo de forma oficial.

### Divisiones extintas

#### 750cc
Esta categoría denominada Fórmula 750 solo se disputó como Campeonato Mundial de manera oficial durante tres años, entre 1977 y 1979.

#### 350cc
La categoría de 350cc se disputó desde el inicio del campeonato en el año 1949, hasta su cancelación en 1982.
El piloto que más veces ha ganado el campeonato en esta categoría ha sido el italiano Giacomo Agostini, con 7 títulos.

#### 50cc
Fue la categoría de más baja cilindrada del mundial y se disputó desde el año 1962 hasta 1983, dando paso a la categoría de 80cc.
El piloto que más veces ha ganado el campeonato en esta categoría ha sido el español Ángel Nieto, con 6 títulos.

#### 80cc
Se disputó entre el año 1984, en sustitución de la categoría de 50cc, y 1989, cuando desapareció finalmente.  
El piloto que más veces ha ganado el campeonato en esta categoría ha sido el español Jorge Martínez Aspar, con 3 títulos.

### Circuitos
Son 31 los países que albergaron algún Gran Premio de Motociclismo (incluyendo San Marino y el Reino Unido (Irlanda del Norte, Isla de Man e Inglaterra)). Los países que acogieron un Gran Premio en más circuitos diferentes son Francia (8 circuitos diferentes), España (6), Reino Unido y Alemania (5 cada uno). En total son 75 circuitos los que han formado parte alguna vez del Campeonato Mundial de Motociclismo, siendo el último en incorporarse el circuito Internacional de Buddh en la India.

| - Albi (1951) - Algarve (2020-) - Anderstorp (1971-1977, 1981-1990) - Aragón (2010-2022, 2024-) - Assen (1949-) - Austin (2013-) - Bremgarten (1949, 1951-1954) - Brno (1965-1982, 1987-1991, 1993-) - Buddh (2023) - Buenos Aires (1961-1963, 1981-1982, 1987, 1994-1995, 1998-1999) - Buriram (2018-2019, 2022) - Cheste (1999-) - Clady (1949-1952) - Clermont-Ferrand (1959-1964, 1966-1967, 1972, 1974) - Daytona Beach (1964-1965) - Donington Park (1987-2009) - Dundrod (1953-1971) - Eastern Creek (1991-1996) - Estambul (2005-2007) - Estoril (2000-2012) - Fuji (1966-1967) - Ginebra (1950) - Goiânia (1987-1989) - Hedemora (1958) - Hockenheimring (1957, 1959, 1961, 1963, 1966-1967, 1969, 1971, 1973, 1975, 1977, 1979, 1981-1983, 1985-1987, 1989, 1991-1994) - Hungaroring (1990, 1992) - Imatra (1964-1982) | - Imola (1972, 1974-1975, 1977, 1979, 1981, 1983, 1988, 1996-1999) - Indianápolis (2008-2015) - Interlagos (1992) - Isla de Man (Snaefell Mountain Course) (1949-1976) - Jacarepaguá (1995-1997, 1999-2004) - Jarama (1969, 1971, 1973, 1975, 1977-1986, 1988, 1991, 1993, 1998) - Jerez de la Frontera (1987-) - Johor (1998) - Karlskoga (1978-1979) - Kristianstad (1959, 1961) - Kyalami (1983-1985, 1992) - Laguna Seca (1988-1991, 1993-1994, 2005-2013) - Le Castellet (1973, 1975, 1977, 1980-1981, 1984, 1986, 1988, 1991, 1996-1999) - Le Mans (1969-1970, 1976, 1979, 1983, 1985, 1987, 1989-1991, 1994-1995, 2000-) - Losail (2004-) - Magny-Cours (1992) - Mandalika (2022) - Misano Adriatico (1980, 1984, 1986-1987, 1989-1991, 1993, 2007-) - Montjuïc (1950-1955, 1961-1968, 1970, 1972, 1974, 1976) - Montmeló (1992-) - Monza (1949-1971, 1973, 1981-1983, 1986-1987) - Mosport Park (1967) - Motegi (1999-) | - Mugello (1976, 1978, 1982, 1984-1985, 1991-) - Nogaro (1978, 1982) - Nürburgring (1955, 1958, 1965, 1968, 1970, 1972, 1974, 1976, 1978, 1980, 1984, 1986, 1988, 1990, 1995-1997) - Opatija (1970, 1972-1977) - Phillip Island (1989-1990, 1997-) - Reims (1954-1955) - Rijeka (1978-1990) - Rouen (1953, 1965) - Sachsenring (1961-1972, 1998-) - Salzburgring (1971-1979, 1981-1991, 1993-1994) - San Carlos (1976-1979) - Schottenring (1953) - Sentul (1996-1997) - Sepang (1999-) - Shah Alam (1991-1997) - Shanghái (2005-2008) - Silverstone (1977-1986, 2010-) - Solitude (1952, 1954, 1956, 1960, 1962, 1964) - Spa-Francorchamps (1949-1979, 1981-1990) - Spielberg (1996-1997, 2016-) - Suzuka (1963-1965, 1987-1998, 2000-2003) - Tampere (1962-1963) - Termas de Río Hondo (2014-) - Welkom (1999-2004) - Zolder (1980) |

### Reglamento

#### Puntuación
El campeón de cada categoría se determina con un sistema de puntos que se basa en los resultados del conjunto de los Grandes Premios de la temporada. El mismo sistema de puntos determina el piloto ganador y el fabricante ganador del Campeonato Mundial.
Sistema de puntuación actual
Sistema de puntuación de 1993 hasta 2022:
| Posición | 1.º | 2.º | 3.º | 4.º | 5.º | 6.º | 7.º | 8.º | 9.º | 10.º | 11.º | 12.º | 13.º | 14.º | 15.º |
| Puntos   | 25  | 20  | 16  | 13  | 11  | 10  | 9   | 8   | 7   | 6    | 5    | 4    | 3    | 2    | 1    |

#### Disposición
La parrilla de salida de cada carrera está conformada por 3 columnas en todas las categorías, tanto MotoGP como Moto2 y Moto3 (esto ocurre a partir de la temporada 2011, puesto que hasta este momento habían sido de 4 columnas en las dos categorías inferiores) y un número de filas dependiente del número de pilotos (unos 24 en MotoGP). Las posiciones de la parrilla de salida se deciden en la tanda de clasificación. Cada carrera dura aproximadamente 45 minutos, sin paradas en boxes para repostar combustible ni cambiar neumáticos.

#### Neumáticos
La elección de los neumáticos de carrera es fundamental y extremadamente importante, generalmente es el piloto el que toma esta decisión basándose en las pruebas realizadas durante las sesiones de entrenamiento, de calificación y las tandas de calentamiento antes de las carreras. La elección de neumáticos también está sujeta a las predicciones meteorológicas. Lo normal es encontrar una combinación entre agarre y durabilidad. Cuanto más blando es el compuesto del neumático mayor agarre tendrá, pero por el contrario sufrirá un mayor desgaste que un neumático duro. En la categoría de MotoGP había un neumático especial denominado 'Q' o "neumático de calificación" que era usado en la sesión de calificación para intentar lograr la pole. Este neumático 'Q' se caracterizaba por su gran agarre, aunque debido a esto solo duraba una vuelta o a lo sumo dos. El neumático de calificación se eliminó debido a los altos costes. Para carreras con lluvia o el asfalto mojado se utilizan neumáticos especiales, que en el caso de que se seque la pista sufren un elevado desgaste.
En 2005, otra regla fue incluida. Anteriormente, si una carrera empezaba en condiciones secas y empezaba a llover, los pilotos y los comisarios de carrera podían parar la carrera (mediante una bandera roja), cambiar rápidamente los neumáticos y volver a dar la salida para disputar el resto de vueltas. Con esta nueva regla, cuando la carrera haya empezado en seco y comience a llover, los comisarios sacarán una bandera blanca que autoriza a los pilotos a entrar en boxes (cuando ellos deseen) y cambiar los neumáticos de seco a húmedo. En ninguna otra condición los pilotos podrán parar en boxes para cambiar los neumáticos.

## Palmarés
| Año     | 125cc          | 125cc       | 250cc             | 250cc       | 350cc           | 350cc       | 500cc           | 500cc       |
| Año     | Piloto         | Constructor | Piloto            | Constructor | Piloto          | Constructor | Piloto          | Constructor |
| ------- | -------------- | ----------- | ----------------- | ----------- | --------------- | ----------- | --------------- | ----------- |
| 1949    | Nello Pagani   | Mondial     | Bruno Ruffo       | Moto Guzzi  | Freddie Frith   | Velocette   | Leslie Graham   | AJS         |
| 1950    | Bruno Ruffo    | Mondial     | Dario Ambrosini   | Benelli     | Bob Foster      | Velocette   | Umberto Masetti | Gilera      |
| 1951    | Carlo Ubbiali  | Mondial     | Bruno Ruffo       | Moto Guzzi  | Geoff Duke      | Norton      | Geoff Duke      | Norton      |
| 1952    | Cecil Sandford | MV Agusta   | Enrico Lorenzetti | Moto Guzzi  | Geoff Duke      | Norton      | Umberto Masetti | Gilera      |
| 1953    | Werner Haas    | NSU         | Werner Haas       | NSU         | Fergus Anderson | Moto Guzzi  | Geoff Duke      | Gilera      |
| 1954    | Rupert Hollaus | NSU         | Werner Haas       | NSU         | Fergus Anderson | Moto Guzzi  | Geoff Duke      | Gilera      |
| 1955    | Carlo Ubbiali  | MV Agusta   | Hermann Müller    | NSU         | Bill Lomas      | Moto Guzzi  | Geoff Duke      | Gilera      |
| 1956    | Carlo Ubbiali  | MV Agusta   | Carlo Ubbiali     | MV Agusta   | Bill Lomas      | Moto Guzzi  | John Surtees    | MV Agusta   |
| 1957    | T. Provini     | Mondial     | Cecil Sandford    | Mondial     | Keith Campbell  | Moto Guzzi  | Libero Liberati | Gilera      |
| 1958    | Carlo Ubbiali  | MV Agusta   | T. Provini        | MV Agusta   | John Surtees    | MV Agusta   | John Surtees    | MV Agusta   |
| 1959    | Carlo Ubbiali  | MV Agusta   | Carlo Ubbiali     | MV Agusta   | John Surtees    | MV Agusta   | John Surtees    | MV Agusta   |
| 1960    | Carlo Ubbiali  | MV Agusta   | Carlo Ubbiali     | MV Agusta   | John Surtees    | MV Agusta   | John Surtees    | MV Agusta   |
| 1961    | Tom Phillis    | Honda       | Mike Hailwood     | Honda       | Gary Hocking    | MV Agusta   | Gary Hocking    | MV Agusta   |
| Fuente: |                |             |                   |             |                 |             |                 |             |

| Año     | 50cc            | 50cc        | 125cc           | 125cc       | 250cc          | 250cc       | 350cc            | 350cc       | 500cc            | 500cc       |
| Año     | Piloto          | Constructor | Piloto          | Constructor | Piloto         | Constructor | Piloto           | Constructor | Piloto           | Constructor |
| ------- | --------------- | ----------- | --------------- | ----------- | -------------- | ----------- | ---------------- | ----------- | ---------------- | ----------- |
| 1962    | Ernst Degner    | Suzuki      | Luigi Taveri    | Honda       | Jim Redman     | Honda       | Jim Redman       | MV Agusta   | Mike Hailwood    | MV Agusta   |
| 1963    | Hugh Anderson   | Suzuki      | Hugh Anderson   | Suzuki      | Jim Redman     | Honda       | Jim Redman       | MV Agusta   | Mike Hailwood    | MV Agusta   |
| 1964    | Hugh Anderson   | Suzuki      | Luigi Taveri    | Honda       | Phil Read      | Yamaha      | Jim Redman       | MV Agusta   | Mike Hailwood    | MV Agusta   |
| 1965    | Ralph Bryans    | Honda       | Hugh Anderson   | Suzuki      | Phil Read      | Yamaha      | Jim Redman       | MV Agusta   | Mike Hailwood    | MV Agusta   |
| 1966    | H. G. Anscheidt | Suzuki      | Luigi Taveri    | Honda       | Mike Hailwood  | Honda       | Mike Hailwood    | Honda       | Giacomo Agostini | MV Agusta   |
| 1967    | H. G. Anscheidt | Suzuki      | Bill Ivy        | Yamaha      | Mike Hailwood  | Honda       | Mike Hailwood    | Honda       | Giacomo Agostini | MV Agusta   |
| 1968    | H. G. Anscheidt | Suzuki      | Phil Read       | Yamaha      | Mike Hailwood  | Honda       | Giacomo Agostini | MV Agusta   | Giacomo Agostini | MV Agusta   |
| 1969    | Ángel Nieto     | Derbi       | Dave Simmonds   | Kawasaki    | Kel Carruthers | Benelli     | Giacomo Agostini | MV Agusta   | Giacomo Agostini | MV Agusta   |
| 1970    | Ángel Nieto     | Derbi       | Dieter Braun    | Suzuki      | Rodney Gould   | Yamaha      | Giacomo Agostini | MV Agusta   | Giacomo Agostini | MV Agusta   |
| 1971    | Jan de Vries    | Kreidler    | Ángel Nieto     | Derbi       | Phil Read      | Yamaha      | Giacomo Agostini | MV Agusta   | Giacomo Agostini | MV Agusta   |
| 1972    | Ángel Nieto     | Derbi       | Ángel Nieto     | Derbi       | Jarno Saarinen | Yamaha      | Giacomo Agostini | MV Agusta   | Giacomo Agostini | MV Agusta   |
| 1973    | Jan de Vries    | Kreidler    | Kent Andersson  | Yamaha      | Dieter Braun   | Yamaha      | Giacomo Agostini | MV Agusta   | Phil Read        | MV Agusta   |
| 1974    | Henk van Kessel | Kreidler    | Kent Andersson  | Yamaha      | Walter Villa   | Harley      | Giacomo Agostini | Yamaha      | Phil Read        | MV Agusta   |
| 1975    | Ángel Nieto     | Kreidler    | Paolo Pileri    | Morbidelli  | Walter Villa   | Harley      | Johnny Cecotto   | Yamaha      | Giacomo Agostini | Yamaha      |
| 1976    | Ángel Nieto     | Bultaco     | Pier P. Bianchi | Morbidelli  | Walter Villa   | Harley      | Walter Villa     | Harley      | Barry Sheene     | Suzuki      |
| Fuente: |                 |             |                 |             |                |             |                  |             |                  |             |

| Año     | 50cc          | 50cc        | 125cc           | 125cc       | 250cc           | 250cc       | 350cc             | 350cc       | 500cc         | 500cc       | 750cc          | 750cc       |
| Año     | Piloto        | Constructor | Piloto          | Constructor | Piloto          | Constructor | Piloto            | Constructor | Piloto        | Constructor | Piloto         | Constructor |
| ------- | ------------- | ----------- | --------------- | ----------- | --------------- | ----------- | ----------------- | ----------- | ------------- | ----------- | -------------- | ----------- |
| 1977    | Ángel Nieto   | Bultaco     | Pier P. Bianchi | Morbidelli  | Mario Lega      | Morbidelli  | Takazumi Katayama | Yamaha      | Barry Sheene  | Suzuki      | Steve Baker    | Yamaha      |
| 1978    | Ricardo Tormo | Bultaco     | E. Lazzarini    | MBA         | Kork Ballington | Kawasaki    | Kork Ballington   | Kawasaki    | Kenny Roberts | Yamaha      | Johnny Cecotto | Yamaha      |
| 1979    | E. Lazzarini  | Kreidler    | Ángel Nieto     | Minarelli   | Kork Ballington | Kawasaki    | Kork Ballington   | Kawasaki    | Kenny Roberts | Yamaha      | Patrick Pons   | Yamaha      |
| Fuente: |               |             |                 |             |                 |             |                   |             |               |             |                |             |

| Año     | 50cc              | 50cc        | 125cc           | 125cc       | 250cc           | 250cc       | 350cc       | 350cc       | 500cc             | 500cc       |
| Año     | Piloto            | Constructor | Piloto          | Constructor | Piloto          | Constructor | Piloto      | Constructor | Piloto            | Constructor |
| ------- | ----------------- | ----------- | --------------- | ----------- | --------------- | ----------- | ----------- | ----------- | ----------------- | ----------- |
| 1980    | E. Lazzarini      | Kreidler    | Pier P. Bianchi | MBA         | Anton Mang      | Kawasaki    | Jon Ekerold | Bimota      | Kenny Roberts     | Yamaha      |
| 1981    | Ricardo Tormo     | Bultaco     | Ángel Nieto     | Minarelli   | Anton Mang      | Kawasaki    | Anton Mang  | Kawasaki    | Marco Lucchinelli | Suzuki      |
| 1982    | Stefan Dörflinger | Kreidler    | Ángel Nieto     | Garelli     | J. L. Tournadre | Yamaha      | Anton Mang  | Kawasaki    | Franco Uncini     | Suzuki      |
| Fuente: |                   |             |                 |             |                 |             |             |             |                   |             |

| Año     | 50cc              | 50cc        | 125cc          | 125cc       | 250cc            | 250cc       | 500cc           | 500cc       |
| Año     | Piloto            | Constructor | Piloto         | Constructor | Piloto           | Constructor | Piloto          | Constructor |
| ------- | ----------------- | ----------- | -------------- | ----------- | ---------------- | ----------- | --------------- | ----------- |
| 1983    | Stefan Dörflinger | Kreidler    | Ángel Nieto    | Garelli     | Carlos Lavado    | Yamaha      | Freddie Spencer | Honda       |
| Año     | 80cc              | 80cc        | 125cc          | 125cc       | 250cc            | 250cc       | 500cc           | 500cc       |
| Año     | Piloto            | Constructor | Piloto         | Constructor | Piloto           | Constructor | Piloto          | Constructor |
| 1984    | Stefan Dörflinger | Zundapp     | Ángel Nieto    | Garelli     | Christian Sarron | Yamaha      | Eddie Lawson    | Yamaha      |
| 1985    | Stefan Dörflinger | Kreidler    | Fausto Gresini | Honda       | Freddie Spencer  | Honda       | Freddie Spencer | Honda       |
| 1986    | Jorge Martínez    | Derbi       | Luca Cadalora  | Garelli     | Carlos Lavado    | Yamaha      | Eddie Lawson    | Yamaha      |
| 1987    | Jorge Martínez    | Derbi       | Fausto Gresini | Garelli     | Anton Mang       | Honda       | Wayne Gardner   | Honda       |
| 1988    | Jorge Martínez    | Derbi       | Jorge Martínez | Derbi       | Sito Pons        | Honda       | Eddie Lawson    | Yamaha      |
| 1989    | Manuel Herreros   | Derbi       | Álex Crivillé  | JJ Cobas    | Sito Pons        | Honda       | Eddie Lawson    | Honda       |
| Fuente: |                   |             |                |             |                  |             |                 |             |

| Año     | 125cc             | 125cc       | 250cc           | 250cc       | 500cc            | 500cc       |
| Año     | Piloto            | Constructor | Piloto          | Constructor | Piloto           | Constructor |
| ------- | ----------------- | ----------- | --------------- | ----------- | ---------------- | ----------- |
| 1990    | Loris Capirossi   | Honda       | John Kocinski   | Yamaha      | Wayne Rainey     | Yamaha      |
| 1991    | Loris Capirossi   | Honda       | Luca Cadalora   | Honda       | Wayne Rainey     | Yamaha      |
| 1992    | A. Gramigni       | Aprilia     | Luca Cadalora   | Honda       | Wayne Rainey     | Yamaha      |
| 1993    | Dirk Raudies      | Honda       | Tetsuya Harada  | Yamaha      | Kevin Schwantz   | Suzuki      |
| 1994    | Kazuto Sakata     | Aprilia     | Max Biaggi      | Aprilia     | Michael Doohan   | Honda       |
| 1995    | Haruchika Aoki    | Honda       | Max Biaggi      | Aprilia     | Michael Doohan   | Honda       |
| 1996    | Haruchika Aoki    | Honda       | Max Biaggi      | Aprilia     | Michael Doohan   | Honda       |
| 1997    | Valentino Rossi   | Aprilia     | Max Biaggi      | Honda       | Michael Doohan   | Honda       |
| 1998    | Kazuto Sakata     | Aprilia     | Loris Capirossi | Aprilia     | Michael Doohan   | Honda       |
| 1999    | Emilio Alzamora   | Honda       | Valentino Rossi | Aprilia     | Álex Crivillé    | Honda       |
| 2000    | Roberto Locatelli | Aprilia     | Olivier Jacque  | Yamaha      | K. Roberts Jr.   | Suzuki      |
| 2001    | Manuel Poggiali   | Gilera      | Daijiro Kato    | Honda       | Valentino Rossi  | Honda       |
| Año     | 125cc             | 125cc       | 250cc           | 250cc       | MotoGP           | MotoGP      |
| Año     | Piloto            | Constructor | Piloto          | Constructor | Piloto           | Constructor |
| 2002    | Arnaud Vincent    | Aprilia     | Marco Melandri  | Aprilia     | Valentino Rossi  | Honda       |
| 2003    | Dani Pedrosa      | Honda       | M. Poggiali     | Aprilia     | Valentino Rossi  | Honda       |
| 2004    | A. Dovizioso      | Honda       | Dani Pedrosa    | Honda       | Valentino Rossi  | Yamaha      |
| 2005    | Thomas Lüthi      | Honda       | Dani Pedrosa    | Honda       | Valentino Rossi  | Yamaha      |
| 2006    | Álvaro Bautista   | Aprilia     | Jorge Lorenzo   | Aprilia     | Nicky Hayden     | Honda       |
| 2007    | Gabor Talmacsi    | Aprilia     | Jorge Lorenzo   | Aprilia     | Casey Stoner     | Ducati      |
| 2008    | Mike Di Meglio    | Derbi       | M. Simoncelli   | Gilera      | Valentino Rossi  | Yamaha      |
| 2009    | Julián Simón      | Aprilia     | Hiroshi Aoyama  | Honda       | Valentino Rossi  | Yamaha      |
| Año     | 125cc             | 125cc       | Moto2           | Moto2       | MotoGP           | MotoGP      |
| Año     | Piloto            | Constructor | Piloto          | Constructor | Piloto           | Constructor |
| 2010    | Marc Márquez      | Derbi       | Toni Elías      | Moriwaki    | Jorge Lorenzo    | Yamaha      |
| 2011    | Nicolás Terol     | Aprilia     | Stefan Bradl    | Kalex       | Casey Stoner     | Honda       |
| Año     | Moto3             | Moto3       | Moto2           | Moto2       | MotoGP           | MotoGP      |
| Año     | Piloto            | Constructor | Piloto          | Constructor | Piloto           | Constructor |
| 2012    | Sandro Cortese    | KTM         | Marc Márquez    | Suter       | Jorge Lorenzo    | Yamaha      |
| 2013    | Maverick Viñales  | KTM         | Pol Espargaró   | Kalex       | Marc Márquez     | Honda       |
| 2014    | Álex Márquez      | Honda       | Tito Rabat      | Kalex       | Marc Márquez     | Honda       |
| 2015    | Danny Kent        | Honda       | Johann Zarco    | Kalex       | Jorge Lorenzo    | Yamaha      |
| 2016    | Brad Binder       | KTM         | Johann Zarco    | Kalex       | Marc Márquez     | Honda       |
| 2017    | Joan Mir          | Honda       | F. Morbidelli   | Kalex       | Marc Márquez     | Honda       |
| 2018    | Jorge Martín      | Honda       | F. Bagnaia      | Kalex       | Marc Márquez     | Honda       |
| 2019    | Lorenzo D. Porta  | Honda       | Álex Márquez    | Kalex       | Marc Márquez     | Honda       |
| 2020    | Albert Arenas     | KTM         | Enea Bastianini | Kalex       | Joan Mir         | Suzuki      |
| 2021    | Pedro Acosta      | KTM         | Remy Gardner    | Kalex       | Fabio Quartararo | Yamaha      |
| 2022    | Izan Guevara      | Gas Gas     | A. Fernández    | Kalex       | F. Bagnaia       | Ducati      |
| Fuente: |                   |             |                 |             |                  |             |

| Año     | Moto3        | Moto3       | Moto2        | Moto2       | MotoGP       | MotoGP      | MotoE          | MotoE       |
| Año     | Piloto       | Constructor | Piloto       | Constructor | Piloto       | Constructor | Piloto         | Constructor |
| ------- | ------------ | ----------- | ------------ | ----------- | ------------ | ----------- | -------------- | ----------- |
| 2023    | Jaume Masiá  | Honda       | Pedro Acosta | Kalex       | F. Bagnaia   | Ducati      | Mattia Casadei | Ducati      |
| 2024    | David Alonso | CFMoto      | Ai Ogura     | Boscoscuro  | Jorge Martín | Ducati      | Héctor Garzó   | Ducati      |
| Fuente: |              |             |              |             |              |             |                |             |

## Campeonatos por piloto
Pilotos con más de una victoria o algún campeonato del mundo en cualquier categoría (en negrita si continuan en activo).
Actualizado tras el Gran Premio de Austria de 2025.
| Piloto               | Victorias | Campeonatos | Temporadas                                                                               |
| -------------------- | --------- | ----------- | ---------------------------------------------------------------------------------------- |
| Giacomo Agostini     | 122       | 15          | 1966, 1967, 1968, 1968, 1969, 1969, 1970, 1970, 1971, 1971, 1972, 1972, 1973, 1974, 1975 |
| Ángel Nieto          | 90        | 13          | 1969, 1970, 1971, 1972, 1972, 1975, 1976, 1977, 1979, 1981, 1982, 1983, 1984             |
| Valentino Rossi      | 115       | 9           | 1997, 1999, 2001, 2002, 2003, 2004, 2005, 2008, 2009                                     |
| Mike Hailwood        | 76        | 9           | 1961, 1962, 1963, 1964, 1965, 1966, 1966, 1967, 1967                                     |
| Carlo Ubbiali        | 39        | 9           | 1951, 1955, 1956, 1956, 1958, 1959, 1959, 1960, 1960                                     |
| Marc Márquez         | 97        | 8           | 2010, 2012, 2013, 2014 , 2016, 2017, 2018, 2019                                          |
| Phil Read            | 52        | 7           | 1964, 1965, 1968, 1971, 1968, 1973, 1974                                                 |
| John Surtees         | 38        | 7           | 1956, 1958, 1958, 1959, 1959, 1960, 1960                                                 |
| Jim Redman           | 45        | 6           | 1962, 1962, 1963, 1963, 1964, 1965                                                       |
| Geoff Duke           | 33        | 6           | 1951, 1951, 1952, 1953, 1954, 1955                                                       |
| Jorge Lorenzo        | 68        | 5           | 2006, 2007, 2010, 2012, 2015                                                             |
| Michael Doohan       | 54        | 5           | 1994, 1995, 1996, 1997, 1998                                                             |
| Anton Mang           | 42        | 5           | 1980. 1981, 1981, 1982, 1987                                                             |
| Max Biaggi           | 42        | 4           | 1994, 1995, 1996, 1997                                                                   |
| Jorge Martínez       | 37        | 4           | 1986, 1987, 1988, 1988                                                                   |
| Kork Ballington      | 31        | 4           | 1978, 1978, 1979, 1979                                                                   |
| Eddie Lawson         | 31        | 4           | 1985, 1986, 1988, 1989                                                                   |
| Hugh Anderson        | 25        | 4           | 1963, 1963, 1964, 1965                                                                   |
| Walter Villa         | 24        | 4           | 1974, 1975, 1976, 1976                                                                   |
| Stefan Dörflinger    | 18        | 4           | 1982, 1983, 1984, 1985                                                                   |
| Dani Pedrosa         | 54        | 3           | 2003, 2004, 2005                                                                         |
| Francesco Bagnaia    | 40        | 3           | 2018, 2022, 2023                                                                         |
| Luca Cadalora        | 34        | 3           | 1986, 1991, 1992                                                                         |
| Luigi Taveri         | 30        | 3           | 1962, 1964, 1966                                                                         |
| Loris Capirossi      | 29        | 3           | 1990, 1991, 1998                                                                         |
| Pier Paolo Bianchi   | 27        | 3           | 1976, 1977, 1980                                                                         |
| Eugenio Lazzarini    | 27        | 3           | 1978, 1979, 1980                                                                         |
| Freddie Spencer      | 27        | 3           | 1983, 1983, 1985                                                                         |
| Kenny Roberts        | 24        | 3           | 1978, 1979, 1980                                                                         |
| Wayne Rainey         | 24        | 3           | 1990, 1991, 1992                                                                         |
| Hans-Georg Anscheidt | 14        | 3           | 1966, 1967, 1968                                                                         |
| Werner Haas          | 11        | 3           | 1953, 1953, 1954                                                                         |
| Bruno Ruffo          | 4         | 3           | 1949, 1950, 1951                                                                         |
| Casey Stoner         | 45        | 2           | 2007, 2011                                                                               |
| Barry Sheene         | 23        | 2           | 1976, 1977                                                                               |
| Johnny Cecotto       | 22        | 2           | 1975, 1978                                                                               |
| Fausto Gresini       | 21        | 2           | 1985, 1987                                                                               |
| Tarquinio Provini    | 20        | 2           | 1957, 1958                                                                               |
| Álex Crivillé        | 20        | 2           | 1989, 1999                                                                               |
| Gary Hocking         | 19        | 2           | 1961, 1961                                                                               |
| Ricardo Tormo        | 19        | 2           | 1978, 1981                                                                               |
| Carlos Lavado        | 19        | 2           | 1983, 1986                                                                               |
| Kent Andersson       | 18        | 2           | 1973, 1974                                                                               |
| Johann Zarco         | 18        | 2           | 2015, 2016                                                                               |
| Jorge Martín         | 18        | 2           | 2018, 2024                                                                               |
| Pedro Acosta         | 16        | 2           | 2021, 2023                                                                               |
| Sito Pons            | 15        | 2           | 1988, 1989                                                                               |
| Dieter Braun         | 14        | 2           | 1970, 1973                                                                               |
| Jan de Vries         | 14        | 2           | 1971, 1973                                                                               |
| Álex Márquez         | 13        | 2           | 2014, 2019                                                                               |
| Fergus Anderson      | 12        | 2           | 1953, 1954                                                                               |
| Manuel Poggiali      | 12        | 2           | 2001, 2003                                                                               |
| Joan Mir             | 12        | 2           | 2017, 2020                                                                               |
| Kazuto Sakata        | 11        | 2           | 1994, 1998                                                                               |
| Bill Lomas           | 9         | 2           | 1955, 1956                                                                               |
| Haruchika Aoki       | 9         | 2           | 1995, 1996                                                                               |
| Umberto Masetti      | 6         | 2           | 1950, 1952                                                                               |
| Cecil Sandford       | 5         | 2           | 1952, 1957                                                                               |
| Maverick Viñales     | 26        | 1           | 2013                                                                                     |
| Kevin Schwantz       | 25        | 1           | 1993                                                                                     |
| Andrea Dovizioso     | 24        | 1           | 2004                                                                                     |
| Marco Melandri       | 22        | 1           | 2002                                                                                     |
| Bill Ivy             | 21        | 1           | 1967                                                                                     |
| Wayne Gardner        | 18        | 1           | 1987                                                                                     |
| David Alonso         | 18        | 1           | 2024                                                                                     |
| Tetsuya Harada       | 17        | 1           | 1993                                                                                     |
| Daijiro Kato         | 17        | 1           | 2001                                                                                     |
| Thomas Luthi         | 17        | 1           | 2005                                                                                     |
| Toni Elías           | 17        | 1           | 2010                                                                                     |
| Brad Binder          | 17        | 1           | 2016                                                                                     |
| Álvaro Bautista      | 16        | 1           | 2006                                                                                     |
| Nicolás Terol        | 16        | 1           | 2011                                                                                     |
| Ernst Degner         | 15        | 1           | 1962                                                                                     |
| Jarno Saarinen       | 15        | 1           | 1972                                                                                     |
| Pol Espargaró        | 15        | 1           | 2013                                                                                     |
| Dirk Raudies         | 14        | 1           | 1993                                                                                     |
| Marco Simoncelli     | 14        | 1           | 2008                                                                                     |
| John Kocinski        | 13        | 1           | 1990                                                                                     |
| Esteve «Tito» Rabat  | 13        | 1           | 2014                                                                                     |
| Enea Bastianini      | 13        | 1           | 2020                                                                                     |
| Fabio Quartararo     | 12        | 1           | 2021                                                                                     |
| Dave Simmonds        | 11        | 1           | 1969                                                                                     |
| Takazumi Katayama    | 11        | 1           | 1977                                                                                     |
| Franco Morbidelli    | 11        | 1           | 2017                                                                                     |
| Ralph Bryans         | 10        | 1           | 1965                                                                                     |
| Rodney Gould         | 10        | 1           | 1970                                                                                     |
| Jaume Masiá          | 10        | 1           | 2023                                                                                     |
| Roberto Locatelli    | 9         | 1           | 2000                                                                                     |
| Gabor Talmacsi       | 9         | 1           | 2007                                                                                     |
| Hiroshi Aoyama       | 9         | 1           | 2009                                                                                     |
| Mattia Casadei       | 9         | 1           | 2023                                                                                     |
| Leslie Graham        | 8         | 1           | 1949                                                                                     |
| Paolo Pileri         | 8         | 1           | 1975                                                                                     |
| Kenny Roberts Jr     | 8         | 1           | 2000                                                                                     |
| Julián Simón         | 8         | 1           | 2009                                                                                     |
| Danny Kent           | 8         | 1           | 2015                                                                                     |
| Izan Guevara         | 8         | 1           | 2022                                                                                     |
| Enrico Lorenzetti    | 7         | 1           | 1952                                                                                     |
| Kel Carruthers       | 7         | 1           | 1969                                                                                     |
| Henk van Kessel      | 7         | 1           | 1974                                                                                     |
| Jon Ekerold          | 7         | 1           | 1980                                                                                     |
| Franco Uncini        | 7         | 1           | 1982                                                                                     |
| Christian Sarron     | 7         | 1           | 1984                                                                                     |
| Olivier Jacque       | 7         | 1           | 2000                                                                                     |
| Arnaud Vincent       | 7         | 1           | 2002                                                                                     |
| Stefan Bradl         | 7         | 1           | 2011                                                                                     |
| Sandro Cortese       | 7         | 1           | 2012                                                                                     |
| Augusto Fernández    | 7         | 1           | 2022                                                                                     |
| Libero Liberati      | 6         | 1           | 1957                                                                                     |
| Tom Phillis          | 6         | 1           | 1961                                                                                     |
| Marco Lucchinelli    | 6         | 1           | 1981                                                                                     |
| Albert Arenas        | 6         | 1           | 2020                                                                                     |
| Remy Gardner         | 6         | 1           | 2021                                                                                     |
| Freddie Frith        | 5         | 1           | 1949                                                                                     |
| Dario Ambrosini      | 5         | 1           | 1950                                                                                     |
| Rupert Hollaus       | 5         | 1           | 1954                                                                                     |
| Steve Baker          | 5         | 1           | 1977                                                                                     |
| Mike Di Meglio       | 5         | 1           | 2008                                                                                     |
| Lorenzo Dalla Porta  | 5         | 1           | 2019                                                                                     |
| Héctor Garzó         | 5         | 1           | 2024                                                                                     |
| Nello Pagani         | 4         | 1           | 1949                                                                                     |
| Patrick Pons         | 4         | 1           | 1979                                                                                     |
| Emilio Alzamora      | 4         | 1           | 1999                                                                                     |
| Bob Foster           | 3         | 1           | 1950                                                                                     |
| Keith Campbell       | 3         | 1           | 1957                                                                                     |
| Alessandro Gramigni  | 3         | 1           | 1992                                                                                     |
| Nicky Hayden         | 3         | 1           | 2006                                                                                     |
| Manuel Herreros      | 2         | 1           | 1989                                                                                     |
| Hermann Müller       | 1         | 1           | 1955                                                                                     |
| Mario Lega           | 1         | 1           | 1977                                                                                     |
| Jean-Louis Tournadre | 1         | 1           | 1982                                                                                     |
| Ralf Waldmann        | 20        |             |                                                                                          |
| Alex Rins            | 18        |             |                                                                                          |
| Miguel Oliveira      | 17        |             |                                                                                          |
| Mika Kallio          | 16        |             |                                                                                          |
| Randy Mamola         | 13        |             |                                                                                          |
| Noboru Ueda          | 13        |             |                                                                                          |
| Romano Fenati        | 13        |             |                                                                                          |
| Andrea Iannone       | 13        |             |                                                                                          |
| Mattia Pasini        | 12        |             |                                                                                          |
| Youichi Ui           | 11        |             |                                                                                          |
| Arón Canet           | 11        |             |                                                                                          |
| Greg Hansford        | 10        |             |                                                                                          |
| Héctor Barberá       | 10        |             |                                                                                          |
| Dennis Foggia        | 10        |             |                                                                                          |
| Jack Miller          | 10        |             |                                                                                          |
| Sam Lowes            | 10        |             |                                                                                          |
| Masao Azuma          | 10        |             |                                                                                          |
| Raúl Fernández       | 10        |             |                                                                                          |
| Marco Bezzecchi      | 10        |             |                                                                                          |
| Sete Gibernau        | 9         |             |                                                                                          |
| Ezio Gianola         | 9         |             |                                                                                          |
| Luis Salom           | 9         |             |                                                                                          |
| Hans Spaan           | 9         |             |                                                                                          |
| Tony Arbolino        | 9         |             |                                                                                          |
| Sergio García        | 9         |             |                                                                                          |
| Celestino Vietti     | 9         |             |                                                                                          |
| Alonso López         | 3         |             |                                                                                          |
| Aleix Espargaró      | 3         |             |                                                                                          |
| Virginio Ferrari     | 2         |             |                                                                                          |

## Campeonatos por país
Actualizado tras el Gran Premio de Austria de 2025. [cita requerida]
| País            | Victorias | Campeonatos | 750cc | 500cc MotoGP | 350cc | 250cc Moto2 | 125cc Moto3 | 80cc | 50cc | MotoE |
| --------------- | --------- | ----------- | ----- | ------------ | ----- | ----------- | ----------- | ---- | ---- | ----- |
| Italia          | 928       | 82          |       | 22           | 8     | 25          | 24          |      | 2    | 1     |
| España          | 783       | 61          |       | 12           |       | 13          | 23          | 4    | 8    | 1     |
| Reino Unido     | 419       | 45          |       | 17           | 13    | 9           | 5           |      | 1    |       |
| Alemania        | 191       | 18          |       |              | 2     | 8           | 4           |      | 4    |       |
| Estados Unidos  | 176       | 18          | 1     | 15           |       | 2           |             |      |      |       |
| Australia       | 190       | 12          |       | 8            | 1     | 2           | 1           |      |      |       |
| Japón           | 188       | 9           |       |              | 1     | 4           | 4           |      |      |       |
| Francia         | 100       | 9           | 1     | 1            |       | 5           | 2           |      |      |       |
| Suiza           | 79        | 8           |       |              |       |             | 4           | 2    | 2    |       |
| Zimbabue        | 70        | 8           |       | 1            | 5     | 2           |             |      |      |       |
| Sudáfrica       | 57        | 6           |       |              | 3     | 2           | 1           |      |      |       |
| Venezuela       | 35        | 4           | 1     |              | 1     | 2           |             |      |      |       |
| Nueva Zelanda   | 31        | 4           |       |              |       |             | 2           |      | 2    |       |
| Países Bajos    | 59        | 3           |       |              |       |             |             |      | 3    |       |
| Suecia          | 23        | 2           |       |              |       |             | 2           |      |      |       |
| San Marino      | 16        | 2           |       |              |       | 1           | 1           |      |      |       |
| Finlandia       | 40        | 1           |       |              |       | 1           |             |      |      |       |
| Colombia        | 18        | 1           |       |              |       |             | 1           |      |      |       |
| Austria         | 13        | 1           |       |              |       |             | 1           |      |      |       |
| Hungría         | 13        | 1           |       |              |       |             | 1           |      |      |       |
| Portugal        | 17        |             |       |              |       |             |             |      |      |       |
| Brasil          | 12        |             |       |              |       |             |             |      |      |       |
| Argentina       | 9         |             |       |              |       |             |             |      |      |       |
| Belgica         | 9         |             |       |              |       |             |             |      |      |       |
| Irlanda         | 8         |             |       |              |       |             |             |      |      |       |
| Republica Checa | 7         |             |       |              |       |             |             |      |      |       |
| Turquía         | 6         |             |       |              |       |             |             |      |      |       |
| Canadá          | 3         |             |       |              |       |             |             |      |      |       |
| Malasia         | 2         |             |       |              |       |             |             |      |      |       |
| Tailandia       | 2         |             |       |              |       |             |             |      |      |       |

## Campeonatos por constructor
Actualizado tras el Gran Premio Solidario de Barcelona de 2024. [cita requerida]
| Constructor | Victorias | Campeonatos | 750cc | 500cc MotoGP | 350cc | 250cc Moto2 | 125cc Moto3 | 80cc | 50cc |
| ----------- | --------- | ----------- | ----- | ------------ | ----- | ----------- | ----------- | ---- | ---- |
| Honda       | 821       | 72          |       | 25           | 6     | 19          | 20          |      | 2    |
| Yamaha      | 520       | 40          | 3     | 14           | 5     | 14          | 4           |      |      |
| MV Agusta   | 275       | 37          |       | 16           | 9     | 5           | 7           |      |      |
| Aprilia     | 297       | 19          |       |              |       | 9           | 10          |      |      |
| Suzuki      | 162       | 15          |       | 7            |       |             | 3           |      | 5    |
| Kalex       | 178       | 12          |       |              |       | 12          |             |      |      |
| Derbi       | 107       | 9           |       |              |       |             | 4           | 3    | 2    |
| Kawasaki    | 85        | 9           |       |              | 4     | 4           | 1           |      |      |
| KTM         | 131       | 7           |       |              |       |             | 7           |      |      |
| Moto Guzzi  | 45        | 7           |       |              | 4     | 3           |             |      |      |
| Ducati      | 93        | 6           |       | 6            |       |             |             |      |      |
| Gilera      | 59        | 6           |       | 5            | 1     |             |             |      |      |
| Kreidler    | 65        | 5           |       |              |       |             |             |      | 5    |
| Garelli     | 51        | 5           |       |              |       |             | 4           |      | 1    |
| Mondial     | 18        | 5           |       |              |       | 1           | 4           |      |      |
| Norton      | 41        | 4           |       | 2            | 2     |             |             |      |      |
| Minarelli   | 32        | 4           |       |              |       |             | 4           |      |      |
| Bultaco     | 20        | 4           |       |              |       |             |             |      | 4    |
| Morbidelli  | 35        | 3           |       |              |       |             | 3           |      |      |
| Suter       | 32        | 3           |       |              |       | 3           |             |      |      |
| NSU         | 20        | 3           |       |              |       | 2           | 1           |      |      |
| Harley      | 28        | 2           |       |              |       | 2           |             |      |      |
| MBA         | 20        | 2           |       |              |       |             | 2           |      |      |
| Krauser     | 15        | 2           |       |              |       |             |             | 2    |      |
| Benelli     | 13        | 2           |       |              |       | 2           |             |      |      |
| Velocette   | 10        | 2           |       |              | 2     |             |             |      |      |
| Gas Gas     | 19        | 1           |       |              |       |             | 1           |      |      |
| AJS         | 9         | 1           |       | 1            |       |             |             |      |      |
| Bimota      | 5         | 1           |       |              | 1     |             |             |      |      |
| Zundapp     | 4         | 1           |       |              |       |             |             | 1    |      |
| CFMoto      | 1         | 1           |       |              |       |             | 1           |      |      |

## Récords
El top-10 de los récords más notables conseguidos por pilotos de cualquier categoría (en negrita si continúan en activo).
Actualizado tras el Gran Premio de Austria de 2025.
| Piloto           | Campeonatos |
| ---------------- | ----------- |
| Giacomo Agostini | 15          |
| Ángel Nieto      | 13          |
| Carlo Ubbiali    | 9           |
| Mike Hailwood    | 9           |
| Valentino Rossi  | 9           |
| Marc Márquez     | 8           |
| John Surtees     | 7           |
| Phil Read        | 7           |
| Geoff Duke       | 6           |
| Jim Redman       | 6           |

| Piloto           | Victorias |
| ---------------- | --------- |
| Giacomo Agostini | 122       |
| Valentino Rossi  | 115       |
| Marc Márquez     | 97        |
| Ángel Nieto      | 90        |
| Mike Hailwood    | 76        |
| Jorge Lorenzo    | 68        |
| Mick Doohan      | 54        |
| Dani Pedrosa     | 54        |
| Phil Read        | 52        |
| Jim Redman       | 45        |
| Casey Stoner     | 45        |

| Piloto           | Podios |
| ---------------- | ------ |
| Valentino Rossi  | 235    |
| Marc Márquez     | 161    |
| Giacomo Agostini | 159    |
| Dani Pedrosa     | 153    |
| Jorge Lorenzo    | 152    |
| Ángel Nieto      | 139    |
| Phil Read        | 121    |
| Mike Hailwood    | 112    |
| Max Biaggi       | 111    |
| Andrea Dovizioso | 103    |

| Piloto            | Poles |
| ----------------- | ----- |
| Marc Márquez      | 101   |
| Jorge Lorenzo     | 69    |
| Valentino Rossi   | 65    |
| Mick Doohan       | 58    |
| Max Biaggi        | 56    |
| Dani Pedrosa      | 49    |
| Casey Stoner      | 43    |
| Loris Capirossi   | 41    |
| Jorge Martín      | 41    |
| Eugenio Lazzarini | 35    |

| Piloto           | Vueltas rápidas |
| ---------------- | --------------- |
| Giacomo Agostini | 117             |
| Valentino Rossi  | 96              |
| Marc Márquez     | 86              |
| Ángel Nieto      | 81              |
| Mike Hailwood    | 79              |
| Dani Pedrosa     | 64              |
| Mick Doohan      | 46              |
| Max Biaggi       | 42              |
| Jorge Lorenzo    | 37              |
| Phil Read        | 36              |

| Piloto            | Sprints |
| ----------------- | ------- |
| Jorge Martín      | 16      |
| Marc Márquez      | 13      |
| Francesco Bagnaia | 11      |
| Álex Márquez      | 3       |
| Brad Binder       | 2       |
| Maverick Viñales  | 2       |
| Aleix Espargaró   | 2       |
| Enea Bastianini   | 2       |
| Marco Bezzecchi   | 1       |
| Fuente:           |         |

## Salón de la Fama
El Salón de la Fama de MotoGP (también denominado MotoGP Legends) es el salón de la fama del Campeonato del Mundo de Motociclismo.
Desde su apertura en 2000, 33 pilotos han sido aceptados. Incluyendo a los corredores más exitosos de los campeonatos mundiales de motociclismo desde 1949, como Giacomo Agostini, Ángel Nieto, Mike Hailwood o Carlo Ubbiali, así como a pilotos jóvenes que fallecieron en accidentes fatales como Jarno Saarinen o Daijirō Katō. El primer piloto introducido en el Salón de la Fama de MotoGP fue el australiano Mick Doohan, que fue honrado en Mugello en mayo de 2000. El último piloto en ser introducido hasta ahora, fue el neozelandés Hugh Anderson en la previa del GP de Australia en 2022.
| Piloto                 | Nacionalidad   | Fecha de nacimiento | Campeonatos | Victorias | Fecha de introducción |
| ---------------------- | -------------- | ------------------- | ----------- | --------- | --------------------- |
| Giacomo Agostini       | Italiano       | 16.06.1942          | 15          | 122       | 2000                  |
| Àlex Crivillé          | Español        | 04.03.1970          | 2           | 20        | 2016                  |
| Mick Doohan            | Australia      | 04.06.1965          | 5           | 54        | 2000                  |
| Geoff Duke             | Británico      | 29.03.1923          | 6           | 33        | 2002                  |
| Wayne Gardner          | Australia      | 11.10.1959          | 1           | 18        | 2002                  |
| Mike Hailwood          | Británico      | 02.04.1940          | 9           | 76        | 2000                  |
| Nicky Hayden           | Estadounidense | 30.07.1981          | 1           | 3         | 2015                  |
| Daijirō Katō           | Japonés        | 04.07.1976          | 1           | 18        | 2003                  |
| Eddie Lawson           | Estadounidense | 11.03.1958          | 4           | 31        | 2005                  |
| Marco Lucchinelli      | Italiano       | 26.06.1954          | 1           | 6         | 2017                  |
| Toni Mang              | Alemán         | 29.09.1949          | 5           | 42        | 2001                  |
| Jorge Martínez «Aspar» | Español        | 29.08.1962          | 4           | 37        | 2019                  |
| Ángel Nieto            | Español        | 25.01.1947          | 13          | 90        | 2000                  |
| Wayne Rainey           | Estadounidense | 23.10.1960          | 3           | 24        | 2000                  |
| Phil Read              | Británico      | 01.01.1939          | 7           | 52        | 2002                  |
| Jim Redman             | Rodesiano      | 08.11.1931          | 6           | 45        | 2007                  |
| Kenny Roberts jr.      | Estadounidense | 25.07.1973          | 1           | 8         | 2017                  |
| Kenny Roberts sr.      | Estadounidense | 31.12.1951          | 3           | 24        | 2000                  |
| Jarno Saarinen         | Finlandés      | 11.12.1945          | 1           | 15        | 2009                  |
| Kevin Schwantz         | Estadounidense | 19.06.1964          | 1           | 25        | 2000                  |
| Barry Sheene           | Británico      | 11.09.1950          | 2           | 23        | 2001                  |
| Marco Simoncelli       | Italiano       | 20.01.1987          | 1           | 14        | 2014                  |
| Freddie Spencer        | Estadounidense | 20.12.1961          | 3           | 27        | 2001                  |
| Casey Stoner           | Australia      | 16.10.1985          | 2           | 45        | 2013                  |
| John Surtees           | Británico      | 11.02.1934          | 7           | 38        | 2003                  |
| Carlo Ubbiali          | Italiano       | 02.09.1929          | 9           | 39        | 2001                  |
| Franco Uncini          | Italiano       | 09.03.1955          | 1           | 7         | 2016                  |
| Randy Mamola           | Estadounidense | 10.11.1959          | 0           | 13        | 2018                  |
| Kork Ballington        | Sudafricano    | 10.04.1951          | 4           | 31        | 2018                  |
| Dani Pedrosa           | Español        | 29.09.1985          | 3           | 53        | 2018                  |
| Stefan Dörflinger      | Suizo          | 23.12.1948          | 4           | 18        | 2019                  |
| Valentino Rossi        | Italiano       | 16.02.1979          | 9           | 115       | 2021                  |
| Jorge Lorenzo          | Español        | 04.05.1987          | 5           | 68        | 2022                  |
| Max Biaggi             | Italiano       | 26.06.1971          | 4           | 42        | 2022                  |
| Hugh Anderson          | Neozelandés    | 18.01.1936          | 4           | 25        | 2022                  |
| Luigi Taveri           | Suizo          | 19.09.1929          | 3           | 30        | 2022                  |
| Andrea Dovizioso       | Italiano       | 23.03.1986          | 1           | 24        | 2023                  |
| Hans-Georg Anscheidt   | Alemán         | 23.12.1935          | 3           | 14        | 2023                  |